# Skt. Pauls skole
Skt. Pauls skole er en katolsk privatskole i Høje Taastrup, der blev oprettet i 1976. Den ligger i nærheden af Høje Taastrup Station.

## Ekstern henvisning
- Skolens hjemmeside Arkiveret 28. november 2013 hos  Wayback Machine